# U Studni
U Studni – polska grupa muzyczna wykonująca poezję śpiewaną. Grupa powstała w 2012, a w jej skład weszli byli członkowie zespołu Stare Dobre Małżeństwo (SDM). Autorami wierszy śpiewanych przez zespół są Adam Ziemianin, Krzysztof Cezary Buszman, Edward Stachura, Mirosława Szawińska i Dariusz Czarny. Muzykę do niemal wszystkich piosenek skomponował Dariusz Czarny.
Głównymi motywami tworzonych utworów jest wielopoziomowa i wielobarwna miłość. Przeważają teksty refleksyjne, z afirmacją życia w najdrobniejszych jego przejawach. W śpiewanych wierszach nie brakuje również obrazu wędrówki i pejzaży górskich.
Zespół nagrał siedem albumów i zagrał ok. pół tysiąca koncertów. Największą popularność zdobyły utwory Testament poety i Jest taka ulica osiągając ponad 125 tys. odsłon w przypadku pierwszego z nich na kanale filmowym Ryszarda Żarowskiego.

## Nazwa
Nazwa grupy i tytuł pierwszej płyty "U Studni" pochodzi od tytułu wiersza Adama Ziemianina. Wiersz ten został zaaranżowany jako utwór muzyczny przez Krzysztofa Myszkowskiego i zarejestrowany na płycie Miejska strona księżyca między wrześniem 1997 a lutym 1998, w czasie gdy artyści jeszcze tworzyli grupę SDM. W latach 2003, 2012 i 2020 utwór ponownie pojawił się na płycie składance pod tytułem Złota kolekcja: U studni.
Powtarzająca się tytułowa fraza wiersza odwołuje się do spotkania w ożywczych, odświętnych i pełnych życia sytuacjach, również do nadziei spotkania po śmierci:
Spotkamy się kiedyś u studni
Wkoło będzie zielono/ Być może że na drugim świecie/ Z wiecznie żywą wodą/ I będziemy znów tacy młodzi
Nazwa zespołu jest dla jego twórców metaforą spotkania oraz źródła twórczych pomysłów. Aleksandra Kiełb-Szawuła w udzielonym wywiadzie ujmuje to następująco:
[Nazwa] poniekąd wzięła się z tytułu wiersza Adama Ziemianina, a trochę też z tradycji literackiej, a także biblijnej. Wiadomo, że kiedyś spotykano się u studni, gdzie omawiano ważne sprawy oraz czerpano ze zbiornika świeżą wodę. Ale można było też u studni spotkać … np. męża. [...] Chodzi nam w istocie o to, aby czerpać pomysły twórcze ze źródła, które daje jakieś ożywienie, zapewnia zdrowe myślenie.

## Historia
Zespół U Studni został założony w połowie roku 2012 po rozejściu się członków grupy Stare Dobre Małżeństwo w kwietniu 2012 r spowodowanego różnicami w wizji artystycznej Krzysztofa Myszkowskiego i pozostałych muzyków. Krzysztof Myszkowski i Roman Ziobro w listopadzie 2012 reaktywowali zespół SDM w nowym składzie. Natomiast pozostali byli członkowie: Dariusz Czarny, Ryszard Żarowski, Andrzej Stagraczyński i Wojciech Czemplik utworzyli zespół U Studni. Brzmieniowo zespół nawiązuje do swoich wcześniejszych doświadczeń w SDM, zwłaszcza do okresu kiedy wykonywał piosenki do tekstów Adama Ziemianina. W początkach działalności koncertowej zespół wykonywał zarówno utwory powstałe jeszcze w ramach twórczości w grupie SDM (zwłaszcza znane hity, takie jak Bieszczadzkie anioły, czy tytułowe U Studni), jak i oryginalne utwory zespołu U Studni.
Już w roku 2012 grupa nagrała swoją debiutancką płytę o tytule U studni, która ukazała się nakładem wydawnictwa Dalmafon w roku 2013. Autorem słów do 12 z 17 zamieszczonych utworów jest poeta Adam Ziemianin. Pozostałe teksty napisali odpowiednio 5 – Dariusz Czarny i 1 – Ryszard Żarowski. Płyta osiąga pozycję 21 na oficjalnej liście sprzedaży OLiS. Słowa z pierwszego utworu (i wiersza zainspirowanego spotkaniem poety z Józefem Tischnerem) „Cyrklowo i linijkowo na Zarębku” stają się najważniejszym przesłaniem zespołu:
Bo w życiu nie chodzi żeby tylko żyć
Lecz miłość pielęgnować gdy maleje
Kontynuacja działalności owocuje nagraniem i wydaniem kolejnych płyt w ustalonym składzie. W roku 2014 ukazuje się Wąwóz naszych czasów oraz w 2017 Wspólne zdjęcie. Płyty te, prócz utworów do wierszy Adama Ziemianina zawierają trzy utwory do tekstów Edwarda Stachury i dwa Mirosławy Szawińskiej. Zwieńczeniem nagrań utworów tworzonych na podstawie wierszy Adama Ziemianina jest koncert zespołu z okazji jubileuszu 70 urodzin poety i 50 lat pracy twórczej – zarejestrowany 28 lutego 2018 roku w studiu Radia Opole. Płyta z nagraniem ukazuje się w tym samym roku pod tytułem Koncert Jubileusz Poety. Na płycie znalazły się utwory z dotychczasowej twórczości zespołu oraz nagrania poety recytującego osobiście swoje wiersze.

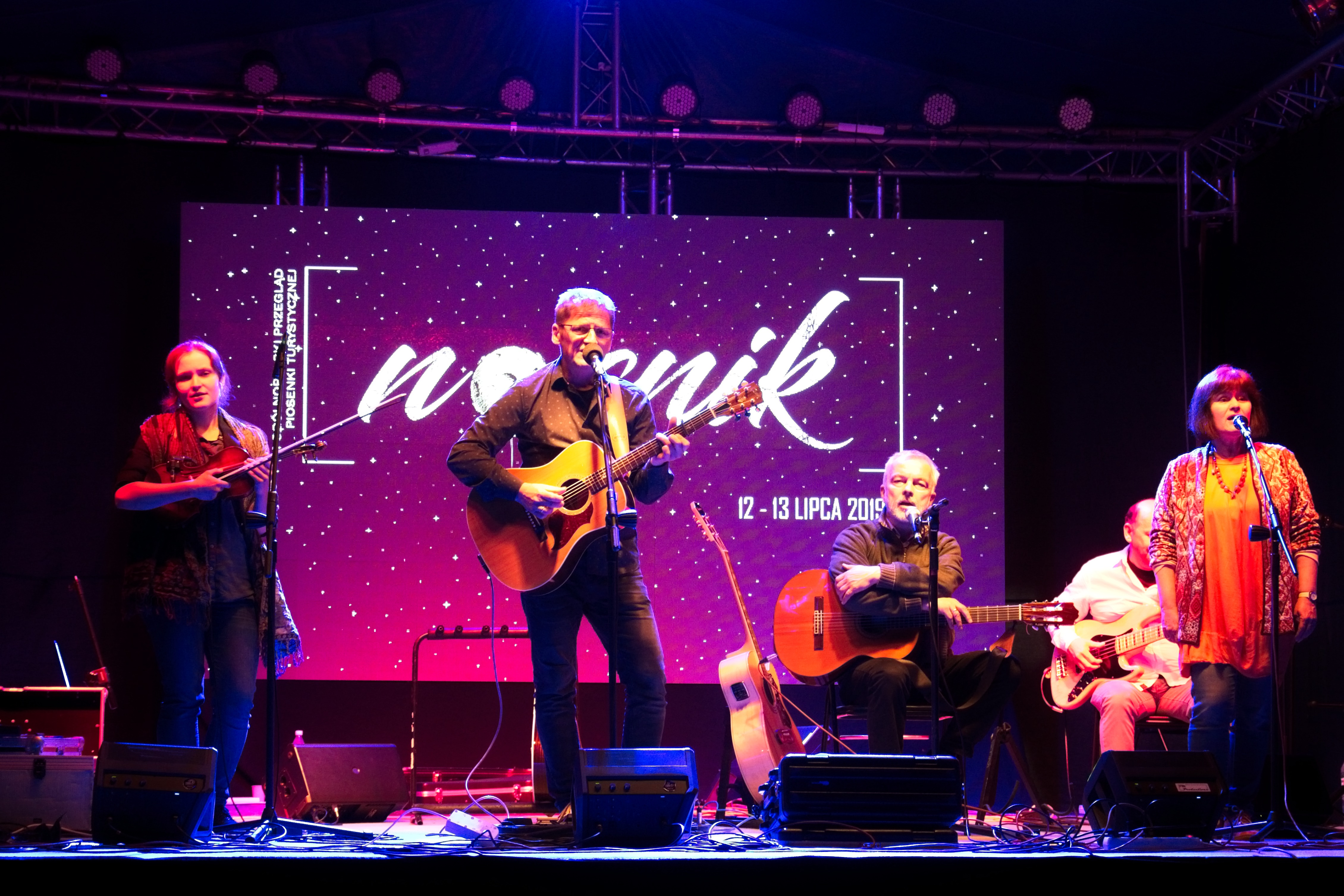
Koncert zespołu na OPPT NOCNIK w Łęczycy w aktualnym składzie (13 lipca 2019): Joanna Radzik, Dariusz Czarny, Ryszard Żarowski, Robert Jaskulski (widoczny częściowo), Aleksandra Kiełb-Szawuła.

Z końcem maja 2018 r. nastąpiły personalne zmiany w składzie zespołu: odszedł gitarzysta basowy Andrzej Stagraczyński, a na jego miejsce został zaangażowany gostynianin Robert Jaskulski, dotychczasowy członek zespołu The G(h)ost.
W sierpniu 2018 r. z grupy odchodzi skrzypek Wojciech Czemplik, a następnie we wrześniu 2018 r. dołącza do niej skrzypaczka Joanna Radzik, studentka ostatniego roku Akademii Muzycznej we Wrocławiu. Pierwszy koncert w nowym składzie zespół wykonał 8 września 2018 roku podczas Dąbrowskich Spotkań z Poezją Śpiewaną w Dąbrowie.
W kwietniu 2018 r. nakładem wydawnictwa Dalmafon ukazuje się 5 płyta zespołu pod tytułem Ześrodkowanie. Jest to jednocześnie pierwsza płyta zespołu z wierszami Krzysztofa Cezarego Buszmana i w nowym składzie z Joanną Radzik i Robertem Jaskulskim. W ramach promocji płyty zespół wystąpił w programie Teleexpress na zaproszenie Marka Sierockiego.
Dnia 20 maja 2019 r. zespół otworzył oficjalny kanał filmowy na platformie YouTube o nazwie U Studni, niezależny od dotychczas wykorzystywanego kanału Ryszard Żarowski.
W pierwszej fazie pandemii COVID-19 w Polsce, od kwietnia do lipca 2020 r. zespół odwołał zaplanowane koncerty na żywo. W tym czasie, w celu podtrzymania kontaktu ze słuchaczami, artyści skupili się na publikacji piosenek z płyt na oficjalnym kanale filmowym. Następnie w kolejnych latach tego okresu zespół prowadzi emisję koncertów online aranżowanych w mieszkaniach twórców – nazywanych Koncertami z domowego zacisza.
Lata 2022 i 2023 zaowocowały dwoma kolejnymi albumami, koncertowym Bieszczadzki hymn – Live i studyjnym Najpiękniejsza podróż. Pierwszy z tych albumów jest związany z obchodami dziesiątego jubileuszu istnienia zespołu.

## Koncerty

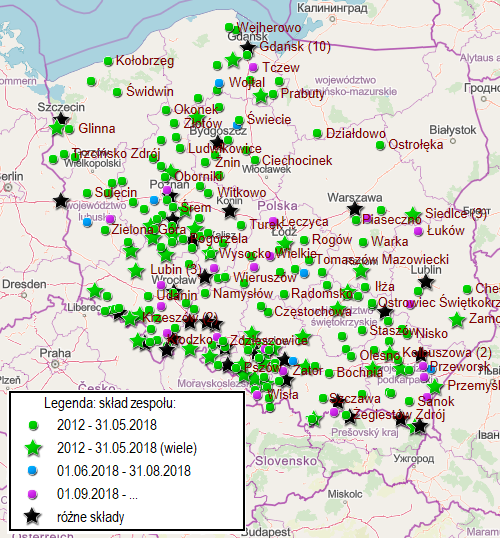
Polska trasa koncertowa U Studni (do lipca 2019).

Od chwili powstania grupa prowadzi intensywną działalność koncertową. Utwory wykonywane w czasie trwania koncertów pochodzą w przeważającej mierze z aranżacji powstałych już w czasie istnienia U Studni oraz z wcześniejszej działalności muzyków za czasów ich udziału w SDM. Wykonawcy akcentują wysoką wartość dla odbioru poezji śpiewanej bezpośredniego i żywego kontaktu ze słuchaczami.
Spotkania z artystami odbywają się najczęściej w kameralnych warunkach, takich jak lokalne domy kultury, schroniska turystyczne, prywatne kluby muzyczne, zamki i pałace oraz kościoły. Wykonawcy goszczeni są również w uznanych instytucjach kultury takich jak studia radiowe (Radio Gdańsk, Radio Opole, Polskie Radio Program III), filharmonie (Filharmonia im. Henryka Wieniawskiego w Lublinie, Filharmonia Opolska) i w teatrze (Teatr Mały w Łodzi).
Prócz własnych imprez koncertowych zespół wziął udział w wielu festiwalach, konkursach i przeglądach poezji śpiewanej i piosenki turystycznej. Do najważniejszych należą:
- Bieszczadzkie Spotkania ze Sztuką „Rozsypaniec” w Dołżycy i Cisnej[34],
- Ogólnopolski Studencki Przegląd Piosenki Turystycznej Yapa w Łodzi[35],
- Poznański Przegląd Piosenki Pozytywnej w Poznaniu[36],
- Ogólnopolski Przegląd Piosenki Turystycznej NOCNIK w Łęczycy[37],
- Zamczysko, Dąbrowskie spotkania z poezją śpiewaną w Dąbrowie[38],
- Ogólnopolski Przegląd Piosenki Turystycznej, Poezji Śpiewanej i Sztuk Różnych – Wrzosowisko w Kędzierzynie-Koźlu[39].

Od września 2012 zespół uczestniczył w ok. 418 koncertach (dane z 20 lipca 2019) na terenie całej Polski, a szczególności w jej części zachodniej i południowej. Dotychczasowa trasa koncertowa objęła ok. 247 miejscowości – zarówno dużych jak i małych miast oraz wsi (z tego 88% to miejscowości poniżej 100 000 mieszkańców; równocześnie 75% koncertów odbyło się w miejscowościach poniżej 100 000 mieszkańców). Zespół wykonał następującą liczbę koncertów w poszczególnych składach:
- od połowy roku 2012 do maja 2018: 350 – do zmiany gitarzysty basowego z Andrzeja Stagraczyńskiego na Roberta Jaskulskiego,
- od czerwca 2018 do sierpnia 2018: 15 – następnie do zmiany skrzypka z Wojciecha Czemplika na Joannę Radzik.
- od września 2018: 50 – pozostałe.

Zespół zagrał również kilka pojedynczych koncertów poza granicami Polski, np. w Dublinie w Irlandii i we Lwowie na Ukrainie.

## Dyskografia
| U studni                    | - Data: 19 lutego 2013 - Wydawca: Dalmafon/EMI Music Poland    | 21 |
| Wąwóz naszych czasów        | - Data: 1 grudnia 2014 - Wydawca: Dalmafon/Warner Music Poland | –  |

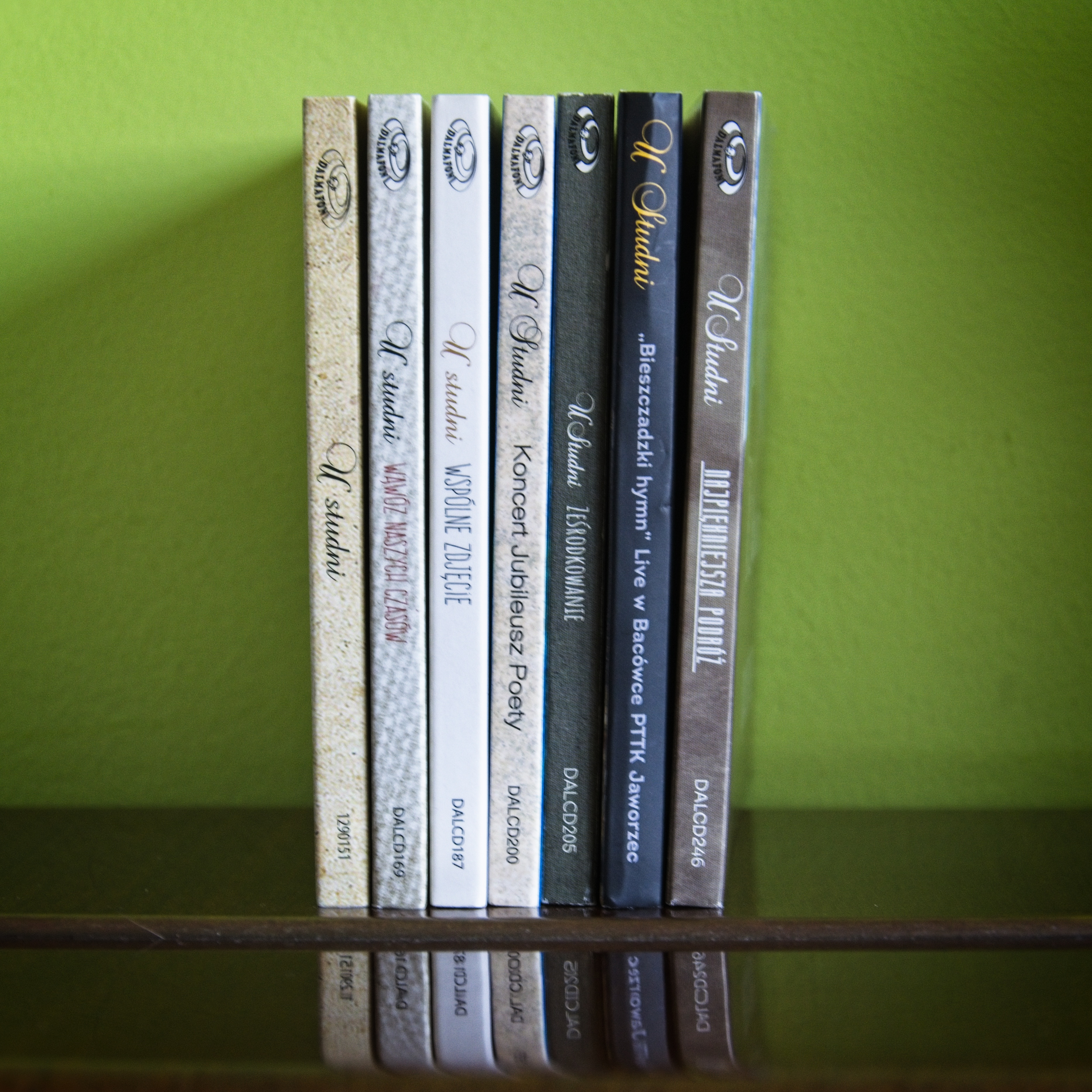
Pełna dyskografia zespołu w roku 2023.

| Wspólne zdjęcie             | - Data: 2016 - Wydawca: Dalmafon                               | –  |
| Koncert Jubileusz Poety     | - Data: 2018 - Wydawca: Dalmafon                               | –  |
| Ześrodkowanie               | - Data: 2019 - Wydawca: Dalmafon                               | –  |
| Bieszczadzki hymn – Live    | - Data: 2022 - Wydawca: Capabilities                           | –  |
| Najpiękniejsza podróż       | - Data: 2023 - Wydawca: Dalmafon                               | –  |
| "–" album nie był notowany. |                                                                |    |

## Skład
Obecny skład
- Dariusz Czarny – śpiew, gitary
- Ryszard Żarowski – śpiew, gitary
- Aleksandra Kiełb-Szawuła – śpiew, gitara (początkowo gościnnie)[12]
- Robert Jaskulski – gitara basowa (od 2018)
- Joanna Radzik – skrzypce (od 2018)

Byli członkowie
- Wojciech Czemplik – skrzypce, altówka, mandolina (2012 – 2018)
- Andrzej Stagraczyński – gitara basowa (2012 – 2018)

Udział gościnny
- Justyna Wojtkowiak – śpiew, flet (płyta U Studni)[12]
- Marek Zarankiewicz – instrumenty perkusyjne (płyty U Studni, Wąwóz naszych czasów)[12][16]
- Urszula Kapijkowska – wiolonczela (płyta Wąwóz naszych czasów)[16]
- Przemysław Chołody – harmonijka ustna (płyta Wąwóz naszych czasów)[16]
- Adam Niesobski – akordeon (płyta Wąwóz naszych czasów)[16]
- Janusz Iwański (Yanina) – śpiew (płyta Wspólne zdjęcie)[17]
- Sergiusz Supron – akordeon, instrumenty perkusyjne (płyta Wspólne zdjęcie)[17]
- Kuba Frydrych – ukulele (płyta Wspólne zdjęcie)[17]
- Adrianna Jakubczyk – altówka (płyta Ześrodkowanie)[50]
- Filip Turkowski – wiolonczela (płyta Ześrodkowanie)[50]
- Adam Ziemianin – teksty, recytacja[18]
- Krzysztof Cezary Buszman – teksty[51]